# El venadito
«El venadito» es una canción tradicional del dominio público, la versión más conocida de este tema es la que realizó la cantante mexicana Lila Downs incluida en su álbum La Sandunga en 1999 posteriormente fue incluida en su disco recopilatorio El Alma de Lila Downs en 2007. 
Esta canción fue difundida por primera vez en una radio comunitaria de Oaxaca en 1999. En esta radiodifusora se especuló que la discográfica de Lila Downs habría confirmado que sería el próximo sencillo de este álbum luego de Tengo miedo de quererte. 
Actualmente esta canción es considerada como unos de los temas más exitosos que ha interpretado esta artista.